# Ma Li (Fußballspielerin)
Ma Li (chinesisch 马莉 Mǎ Lì; * 3. März 1969) ist eine ehemalige chinesische Fußballspielerin.

## Karriere

### Klub
Sie war in ihrer Heimat für das Team Beijing aktiv.

### Nationalmannschaft
Mit der chinesischen A-Nationalmannschaft nahm sie an der Weltmeisterschaft 1991 teil und kam hier in jeder Partie der Mannschaft von Anfang bis Ende zum Einsatz. Besonders in Erinnerung brachte sie sich mit ihrem Treffer zum zwischenzeitlichen 1:0 im Eröffnungsspiel gegen Norwegen, welches somit, dass allererste Tor in der Geschichte des Wettbewerbs wurde.